# Wake, Okayama
Wake (japanska: 和気町?, Wake-chō) är en landskommun (köping) i Okayama prefektur i Japan.  
2006 inkorporerades kommunen Saeki i Wake. 